# أندرو ويست (عازف بيانو)
أندرو ويست (بالإنجليزية: Andrew West)‏ هو عازف بيانو بريطاني، ولد في 5 فبراير 1979.

## وصلات خارجية
- أندرو ويست على موقع ميوزك برينز (الإنجليزية)
- أندرو ويست على موقع ديسكوغز (الإنجليزية)